# 輿水恵一
輿水 恵一（こしみず けいいち、1962年〈昭和37年〉2月4日 - ）は、日本の政治家。公明党所属の衆議院議員（4期）。復興副大臣。

## 略歴
- 1962年2月4日 - 山梨県北巨摩郡高根町清里（現・北杜市高根町清里）にて生まれる。
- 1980年3月 - 山梨県立甲府南高等学校卒業。
- 1984年4月 - 青山学院大学理工学部卒業後、キヤノン株式会社に入社。
- 2002年9月 - キヤノン株式会社を退社。
- 2003年4月 - さいたま市議会議員選挙（見沼区）に初当選。以後、3期務める。
- 2012年12月 - 第46回衆議院議員総選挙に公明党公認で比例北関東ブロックの比例名簿第3位（単独）で出馬し、初当選。
- 2014年12月 - 第47回衆議院議員総選挙に公明党公認で比例北関東ブロックの比例名簿第3位（単独）で出馬し、再選。
- 2015年10月 - 総務大臣政務官
- 2017年10月 - 第48回衆議院議員総選挙に公明党公認で比例北関東ブロックの比例名簿第3位（単独）で出馬するも落選。
- 2021年10月 - 第49回衆議院議員総選挙に公明党公認で比例北関東ブロックの比例名簿第2位（単独）で出馬し、3選。
- 2024年10月 - 第50回衆議院議員総選挙に公明党公認で比例北関東ブロックの比例名簿第1位（単独）で出馬し、4選[3]。第1次石破内閣で復興副大臣に就任。

## 政策
- 選択的夫婦別姓制度導入の是非について、2014年のアンケートでは「どちらともいえない」と回答した[4]。

## 役職歴

### 内閣
- 復興副大臣
- 総務大臣政務官

### 衆議院
- 総務委員会委員

### 公明党
- 地方議会局次長
- 遊説局次長
- 労働局次長

## 選挙歴
| 当落 | 選挙                         | 執行日         | 年齢 | 選挙区             | 政党   | 得票数 | 得票率 | 定数 | 得票順位 /候補者数 | 政党内比例順位 /政党当選者数 |
| ---- | ---------------------------- | -------------- | ---- | ------------------ | ------ | ------ | ------ | ---- | ------------------ | ---------------------------- |
| 当   | 2003年さいたま市議会議員選挙 | 2003年4月13日  | 41   | 見沼区選挙区       | 公明党 | 5645票 |        | 9    | 1/14               | /                            |
| 当   | 2007年さいたま市議会議員選挙 | 2007年4月8日   | 45   | 見沼区選挙区       | 公明党 | 5819票 |        | 8    | 3/13               | /                            |
| 当   | 2011年さいたま市議会議員選挙 | 2011年4月10日  | 49   | 見沼区選挙区       | 公明党 | 5681票 |        | 8    | 4/11               | /                            |
| 当   | 第46回衆議院議員総選挙       | 2012年12月16日 | 50   | 比例北関東ブロック | 公明党 | ーー票 | ーー   | 20   | /                  | 3/3                          |
| 当   | 第47回衆議院議員総選挙       | 2014年12月14日 | 52   | 比例北関東ブロック | 公明党 | ーー票 | ーー   | 20   | /                  | 3/3                          |
| 落   | 第48回衆議院議員総選挙       | 2017年10月22日 | 55   | 比例北関東ブロック | 公明党 | ーー票 | ーー   | 19   | /                  | 3/2                          |
| 当   | 第49回衆議院議員総選挙       | 2021年10月31日 | 59   | 比例北関東ブロック | 公明党 | ーー票 | ーー   | 19   | /                  | 2/3                          |
| 当   | 第50回衆議院議員総選挙       | 2024年10月27日 | 62   | 比例北関東ブロック | 公明党 | ーー票 | ーー   | 19   | /                  | 1/3                          |